# Маркова (Івано-Франківський район)
Ма́ркова (Markova) — село Івано-Франківського району Івано-Франківської області. Входить до складу Солотвинської селищної громади.

## Походження назви
За переказами назва села походить від першопоселенця, якогось Марка. Начебто він цілий день орав землю і те, що відорав стали називати "Маркова земля", звідси ніби і бере свою назву село. 
За іншим переказом, цю землю колись закупили два пани. Один з них організував солеварню, а другий мав два ставки, у яких розводив рибу. І оскільки звали його Марко, то й село, яке тут згодом виникло, назвали Марково.
На давніх мапах та документах село писалося як Marcowo; Markowa; Markowa ad Halicz.

## Розташування
Лежить вздовж берегів річки Манявки, притоки Бистриці Солотвинської, за 21 км від районного центру, за 18 км від залізничної станції Надвірна. Через село проходить автомагістраль Надвірна—Рожнятів. Населення— близько 3000 осіб.

## Історія
За Королівською люстрацією 1565 року в селі наявні вежі для виварювання солі: 2 панські та 10 людських.
Гійом де Боплан працюючи над картою для польського короля в 1645-1650 роках, мандрував по Русі і коли відвідував Галицькі землі, то місцевість зафіксував у себе на карті як Markowa. 

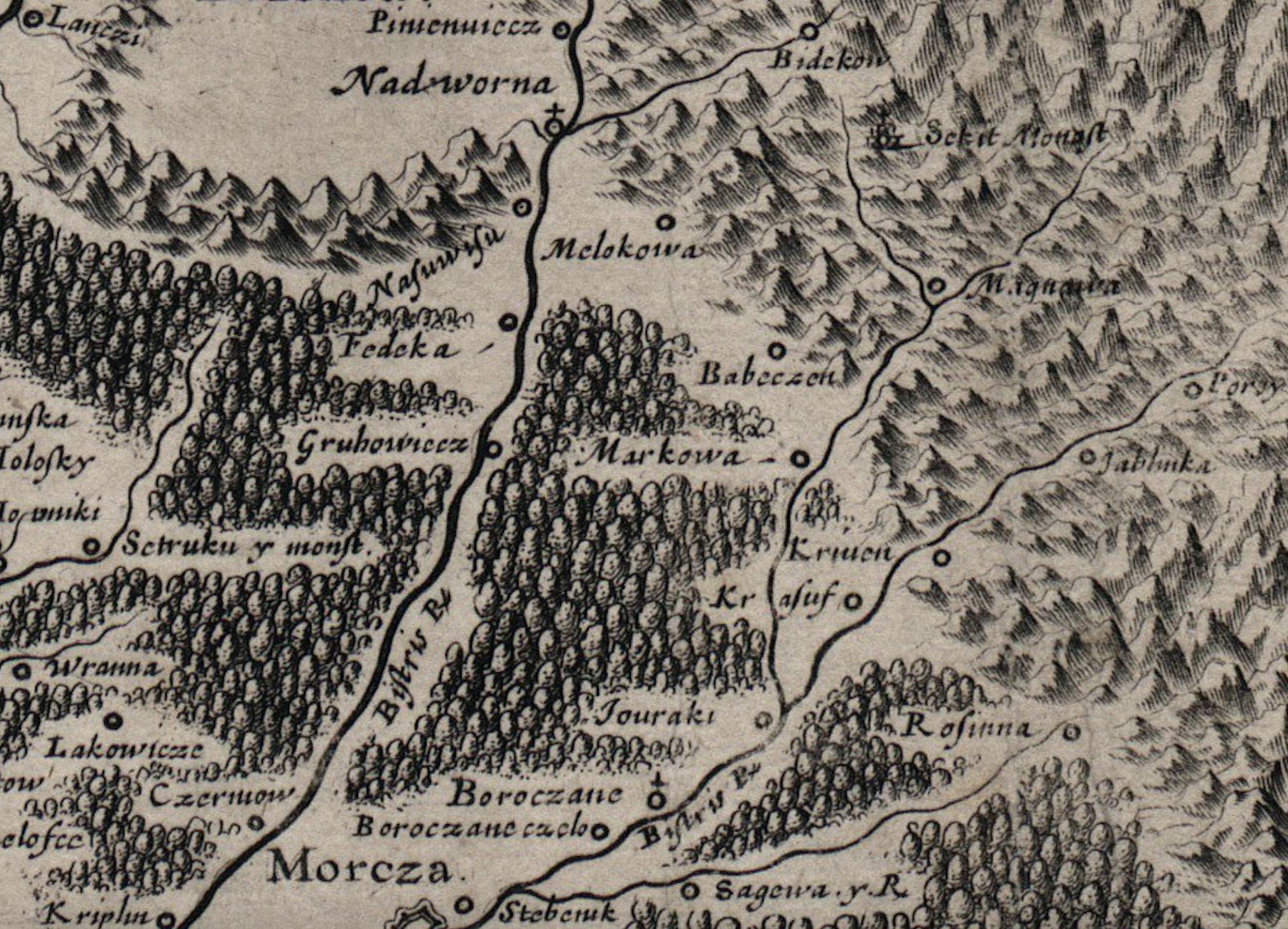
Markowa на карті Боплана (1650).

Часопис "Архіви України" повідомляє, що Маркова з 1582 по 1672 роки мало статус міста, а надалі знову залишилася сільським населеним пунктом. Напевно, Маркова набула міського статусу завдяки солевидобуванню. У період панування Австрійської імперії Марківська соляна баня давала тисячі центнерів солі, яку вивозили в різні провінції Австро-Угорської імперії і подільський край Росії. У 1856 році з монополізацією солеварної промисловості в Галичині була закрита Марківська солеварня.
В серпні 1916 року на території села точилися запеклі бої між російськими та австро-угорськими військами.
Улітку 1943 року через село проходили загони партизанського з'єднання С. А. Ковпака. Місцевий житель С. Ф. Твердохліб був їх провідником.

## Релігія
Є парафія Святого Івана Хрестителя, та Трьох Святителів Української греко-католицької церкви.
У 1938 році в селі мешкало 1622 греко-католики. У Марковій та сусідньому селі Бабчому разом мешкало 20 римо-католиків та 36 юдеїв. У міжвоєнний період місцева церква належала до парафії в селі Бабче. При церкві діяли апостольство молитви та братство побожності.

## Освіта
Перша однокласна профільна школа зафіксована у Маркові з 1858 року А вже з 1935 року була 2-класна українська школа. 
Із спогадів Степана Семенціва в Маркові також був організований осередок "луговиків". Організатором осередку був Василь Іванович Мартинюк. Сюди вступали переважно молоді хлопці. Займалися строєм, вчили стрілецькі пісні. На них були зелені гімнастерки, мазепинки, значок "Просвіти". Діяли у Маркові також хати-читальні товариства "Просвіта". Керували "Просвітою" Василь Боднарук, Дмитро Семенців, Антон Семенців. 
У міжвоєнний період у селі діяла 3-класова державна школа з українською мовою навчання..
З 1949 року в селі була семирічка. Її директором призначено Іваненка Федора Івановича. Семирічка, а згодом восьмирічка розміщалися в старому приміщенні.
На сьогодні в Марковій діє державна школа, яка була відкрита 1 вересня 1980 року.

## Пам'ятки
У селі була дерев'яна церква Івана Хрестителя, споруджена 1846 року. Згоріла у 2008 році. Згодом, у 2011 була споруджена нова мурована церква.
У селі споруджено обеліск на честь радянських воїнів, що загинули у боях із гітлерівцями.

## Відомі люди
- Верхоляк Дмитро Кузьмич — радянський дисидент, фельдшер УПА та співробітник Служби безпеки ОУН на псевдо «Дуб», похований у селі.[5]
- Скрипничук Василь Михайлович — український політик. Голова Івано-Франківської обласної ради від Всеукраїнського об'єднання «Свобода» з 23 листопада 2012 року. Президент Івано-Франківської обласної федерації волейболу. Голова Івано-Франківської обласної організації Українського товариства охорони пам'яток історії та культури.

## Сучасність
19 серпня 2021 року урочисто відкрили новозбудовану амбулаторію загальної практики сімейної медицини.